# Erith and Thamesmead (circonscription britannique)
Ne doit pas être confondu avec Erith ou Thamesmead.
Circonscription parlementaire de la Chambre des communes
La circonscription d'Erith et Thamesmead est une circonscription électorale anglaise, située dans le Grand Londres, couvrant une grande partie des quartiers éponymes, elle est représentée à la Chambre des communes du Parlement britannique.

## Géographie
La circonscription comprend :
- La partie nord-est du borough londonien de Greenwich et la partie nord de Bexley
- Les quartiers de Abbey Wood, Erith, Belvedere
- La banlieue de Thamesmead

## Députés
Les Members of Parliament (MPs) de la circonscription sont :
| Législature                                                  | Années        | Député             | Député      | Parti        |
| ------------------------------------------------------------ | ------------- | ------------------ | ----------- | ------------ |
| Erith and Thamesmead issue de Woolwich et Erith and Crayford |               |                    |             |              |
| 52e                                                          | 1997–2001     |                    | John Austin | Travailliste |
| 53e                                                          | 2001–2005     |                    | John Austin | Travailliste |
| 54e                                                          | 2005–2010     |                    | John Austin | Travailliste |
| 55e                                                          | 2010–2015     | Teresa Pearce      |             | Travailliste |
| 56e                                                          | 2015–2017     | Teresa Pearce      |             | Travailliste |
| 57e                                                          | 2017–2019     | Teresa Pearce      |             | Travailliste |
| 58e                                                          | 2019–2024     | Abena Oppong-Asare |             | Travailliste |
| 59e                                                          | 2024–en cours | Abena Oppong-Asare |             | Travailliste |

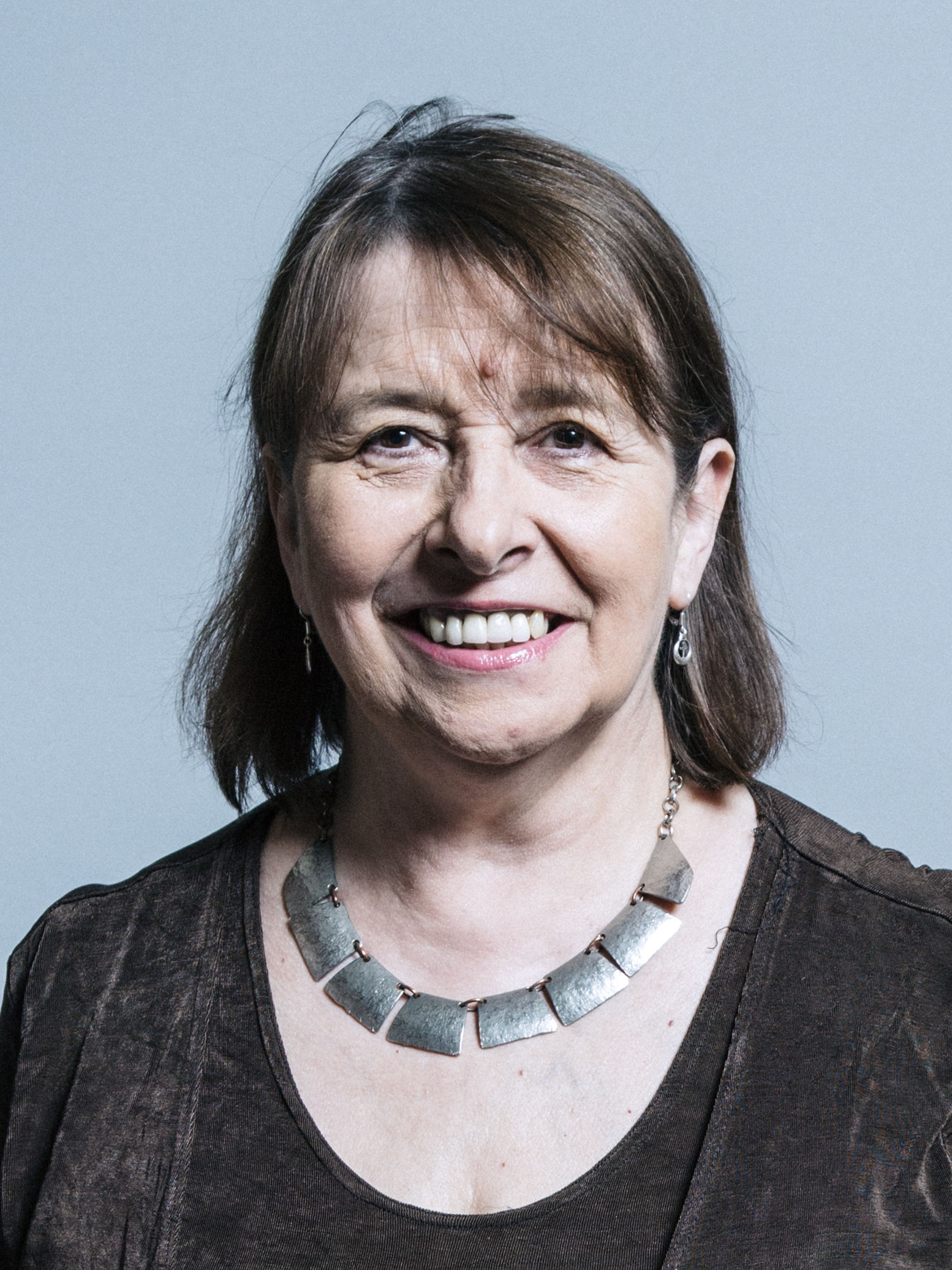
Teresa Pearce (2010-2019)
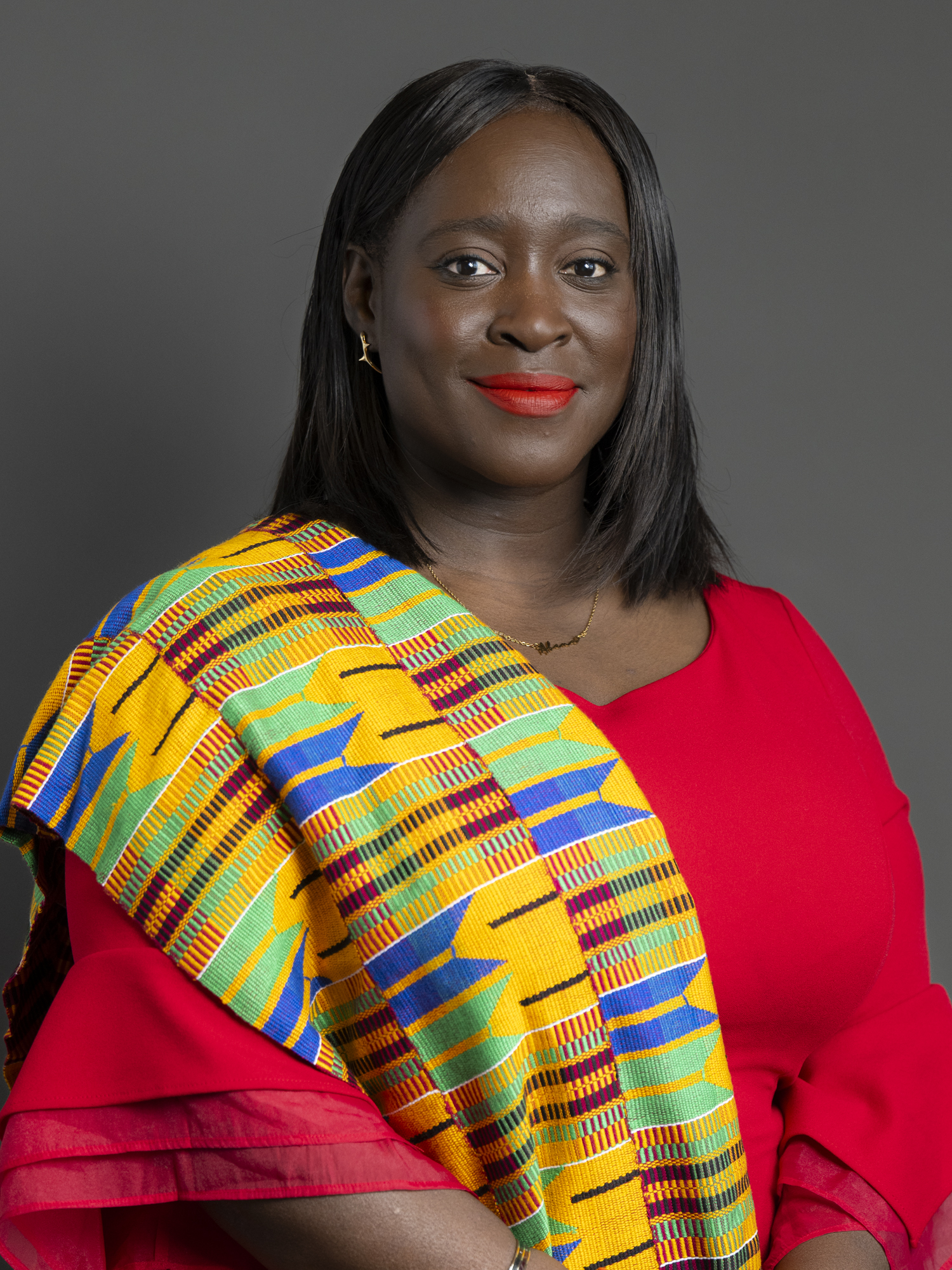
Abena Oppong-Asare (depuis 2019)